# جوزپه برتو
جوزپه برتو (ایتالیایی: Giuseppe Berto; ۲۷ دسامبر ۱۹۱۴ – ۱ نوامبر ۱۹۷۸) نویسنده، و فیلم‌نامه‌نویس اهل ایتالیا بود. وی بین سال‌های ۱۹۴۷ تا ۱۹۷۸ میلادی فعالیت می‌کرد. وی برنده جایزه ویارجو (۱۹۶۴) شده است.